# Università di Deusto
L'Università di Deusto (in spagnolo: Universidad de Deusto, in basco: Deustuko Unibertsitatea) è un'università privata spagnola di proprietà della Compagnia di Gesù, con sedi a Bilbao e a San Sebastián e la filiale Deusto Business School a Madrid. L'Università di Deusto è la più antica università privata di Spagna.

## Storia
L'Università di Deusto fu fondata nel 1886 grazie ai Paesi Baschi che desideravano una propria università ed alla volontà della Compagnia di Gesù di spostare la Scuola di Studi Superiori. L'edificio principale fu costruito di fronte al Guggenheim Museum Bilbao, nel quartiere di Deusto. 
Poco dopo l'inizio della seconda Repubblica Spagnola, alla fine del 1931, sospese la sua attività ed il 23 gennaio 1932 il governo spagnolo sciolse ufficialmente la Compagnia di Gesù e l'Università, di proprietà dei gesuiti, fu chiusa. Alcuni corsi continuarono presso l'Academia Vizcaína de Cultura, e l'Universidad Comercial (Facoltà di Economia) poté continuare a lavorare normalmente fino all'inizio della guerra civile spagnola. Durante la guerra l'Università di Deusto divenne una base militare, ma dopo la caduta di Bilbao nel 1937 fu trasformata in ospedale, centro di approvvigionamento alimentare e campo di concentramento.
L'Università di Deusto venne riaperta nell'ottobre del 1940. Già nel 1962 l'Università era nota in tutti i Paesi Baschi e nell'intera Spagna, tuttavia il titolo di studi che vi si otteneva non era ancora riconosciuto ufficialmente dallo Stato. 
Il 5 aprile 1962 fu firmato un accordo tra il Governo spagnolo e la Santa Sede, il 10 agosto 1963 l'Università di Deusto ricevette l'approvazione canonica e nel settembre 1963 i titoli di studio che emetteva vennero riconosciuti dallo Stato, compresi quelli ottenuti nelle facoltà di giurisprudenza, filosofia e arte (divisione moderna di filologia). Da quel momento la popolazione studentesca è aumentata rapidamente, passando da 500 a 1.000 studenti, poi a 2.700 cinque anni dopo arrivando a 14.000 studenti. Il resto delle facoltà sono state riconosciute in seguito (Facoltà di Economia e Commercio nel 1973 e Scienze informatiche, poi Facoltà di Ingegneria, nel 1979). L'Università di Deusto fa parte del progetto Aristos Campus Mundus 2015.